# The Beloved Brute
The Beloved Brute er en amerikansk stumfilm fra 1924 af J. Stuart Blackton.

## Medvirkende
- Marguerite De La Motte som Jacinta
- Victor McLaglen som Charles Hinges
- William Russell som David Hinges
- Stuart Holmes som China Jones
- Frank Brownlee som Phil Beason
- Wilfrid North som Fat Milligan
- Ernie Adams som Swink Tuckson
- D.D. McLean som Peter Hinges
- William F. Moran som Swanson
- George Ingleton som Peg Reverly
- Jess Herring som Hump Domingo
- Mary Alden som Augustina